# 제4회 DMZ국제다큐영화제
제4회 DMZ국제다큐영화제는 2012년 9월 21일에 열린 시상식이다.

## 수상 및 후보

### 국제경쟁 - 흰기러기상
- 당신에게 내가 없다면 - 스완 두버스 외 1명 수상

### 국제경쟁 - 심사위원 특별상
- 내일이 온다면 - 마이클 콜린스 수상

### 한국경쟁 - 최우수한국다큐멘터리상
- 옥탑방열기 - 고유정 수상
- 옥탑방열기 - 노은지 수상

### 청소년 경쟁 - 최우수상
- 대한민국 1 미만 - 하서영 수상

### 청소년 경쟁 - 우수상
- 나는 열아홉이고 싶다 - 유민아 외 3명 수상

### 청소년 경쟁 - 특별언급
- 이유 있는 열광 - 이주리 수상

### 특별상 - 관객상
- 반드시 크게 들을 것 2 : WILD DAYS - 백승화 수상

### 국제경쟁
- 펑크 신드롬 - 주카 카크카이넨 외 1명
- 카불의 권투 소녀들 - 아리엘 J. 나스르
- 차이나 게이트 - 왕 양
- 전쟁의 관객들 - 아브너 페인걸런트 외 1명
- 전장의 여인들 - 카롤리네 그린다케르 외 1명
- 에어 - 스나이리 히로시
- 얌보강에 묻은 슬픔 - 페르난다 레스트레포
- 벨라 비스타 - 알리시아 카노
- 당신에게 내가 없다면 - 스완 두버스 외 1명
- 내일이 온다면 - 마이클 콜린스
- 나는 쿠추다 - 캐서린 페어팩스 라이트 외 1명

### 한국경쟁
- 장보러가는 날 - 원태웅
- 옥화의 집 - 허철녕
- 옥탑방열기 - 고유정 외 1명
- 비념 - 임흥순
- 반드시 크게 들을 것 2 : WILD DAYS - 백승화
- 내가 누구인지 알려주세요 - 남경순
- 그리고 싶은 것 - 권효
- 간지들의 하루 - 이숙경

### 청소년경쟁
- 즐거울 불편 - 공혜원
- 이유 있는 열광 - 이주리
- 대한민국 1 미만 - 하서영
- 나는 열아홉이고 싶다 - 유민아 외 3명
- 그 자퇴하는 학생은 어디로 가면 됩니까! - 한동혁
- 고백 - 유주윤

### 닥 얼라이언스
- 위대한 유산 - 크리스티안 쇤데르비 옙센
- 열심히 일하고 신나게 즐겨라 - 카르멘-로스만
- 아다치 마사오의 재구성 - 에리크 보들레르

### 글로벌 비전
- 올드르시흐 세들라체크 연대기 - 루돌프-스미트
- 스탈린의 죽음의 길 - 시몬 슈피들라
- 홍등가의 폭켄스 자매 - 가브리엘 프로바스 외 1명
- 헤드라인 - 뉴욕타임즈의 모든 것 - 앤드류 로지
- 평화가 찾아온 다음날 - 에레즈 로퍼 외 1명
- 팔레스타인 점령의 적법성에 대한 보고서 - 라아난 알렉산드로비치
- 토브룩의 맹세 - 베르나르 앙리 레비
- 나의 저승길 이야기 - 안카 다미안
- 정의가 사라진 세상 - 이르세 반 베르젠 외 1명
- 1마일 앞의 평화 - 페니 울콕
- 인터럽터스 - 스티브 제임스
- 어느 혁명가의 죽음 - 알베르트 솔레
- 암흑 속의 30년 - 마누엘 H. 마르틴
- 시네마 예닌 - 마커스 베터
- 상환 - 빚, 그리고 부의 이면 - 제니퍼 베이치월
- 매춘의 그림자 - 미카엘 글라보거
- 마르세데스 벤츠와 레바논 - 하디 작카크
- 로빈슨 주교의 두 가지 사랑 - 맥키 알스톤
- 내 안의 나를 찾아서 - 브로데릭 폭스

### 아시아의 시선
- 지진 그 너머 - 시마모리 치카코
- 나의 이웃 - 줄리아 바차 외 1명
- 황혼의 하드 록 II - 샨 주올롱
- 학교 가는 길 - 김민지
- 뭄바이의 쥐사냥꾼 - 미리암 샨디 메나체리
- 물 위를 걷는 용 - 오티 위다사리
- 다음 생에도 너를 만나길 - 판 지안
- 남한기행 - 삶의 사람들 - 유최늘샘
- 그림자 없는 세상 - 쿠 엥 요우
- 가난뱅이의 역습 - 주현숙

### 현장 속의 카메라
- 소녀이야기 - 김준기
- 두 번째 계절 - 영
- 대한문 투쟁 이야기 ver1.0 - 하샛별 외 3명
- 하나의 국가, 두 개의 도시 - 장경위
- 청춘유예 - 안창규
- 이집트혁명 리포트 - 바삼 모르타다
- 우리가 원하는 것 - 어속타파 외 1명
- 센트럴파크를 점거하라 - 필립 가라
- 사막으로 팔려간 아이들 - 빅 사린
- 버스를 타라 - 김정근
- 만약 나무가 쓰러지면: 지구 해방 전선 이야기 - 마샬 커리 외 1명

### 자연다큐멘터리
- 전설의 호랑이 브로큰 테일 - 존 머레이
- 칠면조가 된 사나이 - 데이빗 알렌
- 얼음의 땅, 깃털의 사람들 - 조엘 히스
- 순다르반스 - 박환성
- 빙하를 따라서 - 제프 올롭스키
- 마인즈 인 더 워터 - 저스틴 크럼
- 할망바다 - 강희진
- 진공청소기를 사랑한 소년 - 케이티 마하릭

### 다 함께 다큐를!
- 엘렌의 귀를 통하여 - 사스키아 귀벨스
- 미그로폴리스 - 카롤리나 빌라라가
- 모기와 떠난 핀란드여행 - 고티에 듀이옹 외 1명
- 투와레그 소년, 이탈리아에 가다 - 파비오 카라마스키
- 치어리더 챔피언 - 루크 캐서디-도리언
- 요들을 노래하는 농부들 - 마틴 쉴트 외 1명
- 원반 던지기의 모든 것 - 얀 배스
- 옌트 박사의 제2의 인생 - 슈테판 무글리 외 1명
- 스시 장인, 지로의 꿈 - 데이빗 겔브
- 브라씨 부자의 맛있는 가업잇기 - 폴 라코스테
- 레슬링쇼의 화려한 여인들 - 브렛 윗컴
- 나는 노래하고 싶어 - 오정훈

### 아트링크
- 프랑스 다이어리 - 레이몽 드파르동 외 1명
- 푸른 바람의 노래 - 송규학
- 집시 다비 - 레이첼 레아 존스
- 우디 앨런: 우리가 몰랐던 이야기 - 로버트 B. 웨이드
- 아이 웨이웨이 - 난 멈추지 않는다 - 앨리슨 클레이만
- 아빠는 야한 영화를 만들었다 - 조던 토도로프
- 스타가 사랑한 예술가, 안톤 코르빈 - 클라르트예 퀴레인스
- 세상 반대편에서 영화 만들기 - 카르로스 클라인
- 마리아 아브라모비치와의 조우 - 매튜 애커스 외 1명
- 노먼 포스터-건축의 무게 - 카를로스 카르카스 외 1명
- 너희가 랩을 아느냐 - 아이스 티 외 1명
- 게르하르트 리히터의 회화 - 코린나 벨츠

### 폴란드 다큐멘터리 특별전
- 파파라치 - 피오트르 베르나시
- 3일간의 자유 - 루카시 보로프스키
- 칼라브리아의 북쪽 - 마르친 사우테르
- 바이다의 폴란드영화특강 - 안제이 바이다
- 훼손된 편지들 - 마치예 드리가스
- H2O - 토마시 볼스키
- 심문 - 아담 팔렌타
- 폴란드 - 아래로부터의 역사 - 야체크 페트리츠키
- 89mm의 차이 - 마르셀 로진스키
- 남겨진 편지들 - 마르셀 로진스키
- 참 좋은 세상 - 율리아 포프와브스카
- 안제이 바이다: 액션! - 마치예 추스케 외 2명